# Ниияма, Сихо
Сихо Ниияма (яп. 新山 志保 Ниияма Сихо) (21 марта 1970 — 7 февраля 2000) — японская актриса озвучивания, работавшая на Aoni Production. Ниияма наиболее известна ролями Ко Сэйи, также известной как Сейлор Стар Файтер, в аниме «Сейлор Мун» и Дидлит из Record of Lodoss War. Она также являлась членом группы сэйю, Virgo, озвучивавших аниме и игру Ojōsama Sōsamō. В 1998 году ей был поставлен диагноз лейкемия. Она умерла в результате внутреннего кровоизлияния последующей пневмонии в 2000 году в возрасте 29 лет. Последней работой Нииямы стало озвучивание Дидлит в Record of Lodoss War.

## Значимые роли
- Ко Сэйя (Сейлор Стар Файтер) — Sailor Moon Sailor Stars
- Блу дельмо Валерие — Agent Aika
- Хироко — Aoki Densetsu Shoot!
- Глава общежития — Battle Athletes
- Риэ Сибусава — Battle Skipper
- Мать Одзоры Цубасы — Captain Tsubasa J
- Сакада но Дзиисан но Цума — Chibi Maruko-chan
- Суо Такамура — CLAMP School Detectives
- Кимико Аянокодзи — Debutante Detective Corps
- Дзюай — Detatoko Princess
- Мёнсаку Ким — Fatal Fury: The Motion Picture
- Риса Кандзаки — Gokinjo Monogatari
- Аторэ — Hakugei: Legend of the Moby Dick
- Дорис — Marmalade Boy
- Учитель в школе монахинь — Ogre Slayer
- Рэй — Perfect Blue (фильм)
- Дидлит — Record of Lodoss War: Chronicles of the Heroic Knight
- Кобати-тян — Soreike! Anpanman
- Момидзи Кагария — Starship Girl Yamamoto Yohko
- Рассказчик — BS Tantei Club: Yuki ni Kieta Kako
- Поддельная богиня Алтена — Lunar 2: Eternal Blue